# Zbrodnia w Kundziwoli
Zbrodnia w Kundziwoli – zbrodnia dokonana przez oddział UPA na polskich mieszkańcach wsi Kundziwola. 
Kundziwola (inny spotykany zapis: Kędziwola) była wsią zamieszkaną zarówno przez Polaków (ok. 50 gospodarstw), jak i Ukraińców. Część tych pierwszych opuściła swoje domy na początku 1943 roku, na wieść o pierwszych napadach oddziałów UPA na polskich mieszkańców Wołynia. Oddział UPA, wsparty przez niezrzeszonych Ukraińców z sąsiednich wsi, napadł na miejscowość w nocy z 14 na 15 maja. Według wspomnień zgromadzonych przez Władysława i Ewę Siemaszków jego ofiarą padło co najmniej 15 osób. 